# Primera División (1951/1952)
Primera División 1951/1952 był 21 sezonem najwyższej ligi piłkarskiej w Hiszpanii, sezon rozpoczął się 9 września 1951 a zakończył 13 kwietnia 1952.

## Kluby występujące w sezonie1951/1952
| - Athletic Bilbao - Atlético Madryt - Atlético Tetuán - FC Barcelona - Deportivo La Coruña - RCD Espanyol - Celta Vigo - Real Gijón - Real Madryt - Racing Santander - Real Sociedad - Sevilla FC - UD Las Palmas - Valencia CF - Real Valladolid - Real Saragossa |

## Tabela po zakończeniu sezonu
| Pozycja | Klub                | Mecze | Zwycięstwa | Remisy | Porażki | Gole strzelone | Gole stracone | Punkty | Różnica goli | Uwagi                      |
| ------- | ------------------- | ----- | ---------- | ------ | ------- | -------------- | ------------- | ------ | ------------ | -------------------------- |
| 1       | FC Barcelona        | 30    | 19         | 5      | 6       | 92             | 43            | 43     | +49          | Wygrana w sezonie          |
| 2       | Athletic Bilbao     | 30    | 17         | 6      | 7       | 78             | 46            | 40     | +32          |                            |
| 3       | Real Madryt         | 30    | 16         | 6      | 8       | 79             | 50            | 38     | +39          |                            |
| 4       | Atlético Madryt     | 30    | 16         | 5      | 9       | 80             | 57            | 37     | +23          |                            |
| 5       | Valencia CF         | 30    | 15         | 5      | 10      | 68             | 51            | 35     | +17          |                            |
| 6       | Sevilla FC          | 30    | 14         | 4      | 12      | 69             | 57            | 32     | +12          |                            |
| 7       | RCD Espanyol        | 30    | 14         | 4      | 12      | 69             | 62            | 32     | +7           |                            |
| 8       | Real Valladolid     | 30    | 9          | 11     | 10      | 47             | 43            | 29     | +4           |                            |
| 9       | Celta Vigo          | 30    | 12         | 3      | 15      | 64             | 66            | 27     | -2           |                            |
| 10      | Real Sociedad       | 30    | 11         | 4      | 15      | 60             | 59            | 26     | +1           |                            |
| 11      | Deportivo La Coruña | 30    | 10         | 5      | 15      | 46             | 70            | 25     | -24          |                            |
| 12      | Real Saragossa      | 30    | 10         | 5      | 15      | 54             | 73            | 25     | -19          |                            |
| 13      | Real Gijón          | 30    | 10         | 5      | 15      | 49             | 75            | 25     | -26          |                            |
| 14      | Racing Santander    | 30    | 9          | 7      | 14      | 45             | 65            | 25     | -20          |                            |
| 15      | UD Las Palmas       | 30    | 9          | 4      | 17      | 36             | 85            | 22     | -49          | Spadek do Segunda División |
| 16      | Atlético Tetuán     | 30    | 7          | 5      | 18      | 51             | 85            | 19     | -34          | Spadek do Segunda División |

## Najlepsi Strzelcy
| Piłkarz                 | Gole | Drużyna      |
| ----------------------- | ---- | ------------ |
| Pahiño                  | 28   | Real Madryt  |
| Ladislao Kubala         | 27   | FC Barcelona |
| Manuel Hermida Losada   | 22   | Celta Vigo   |
| César Rodríguez Álvarez | 21   | FC Barcelona |